# Teodosie de Kiev
Teodosie de Kiev, cunoscut, de asemenea, ca Teodosie din Peșteră, (în rusă Феодосий Печерский, transliterat: Feodosii Pecerski; în ucraineană Феодосій Печерський; n. 1029, Vasilkov, Rusia Kieveană – d. 3 mai 1074, Kiev, Rusia Kieveană) a fost un monah rus din secolul al XI-lea care a introdus monahismul cenobitic în Rusia Kieveană și, împreună cu Sf. Antonie de Kiev, a fondat Lavra Peșterilor din Kiev (Lavra Pecerska). A fost canonizat ca sfânt de Biserica Ortodoxă Rusă. O hagiografie a Sfântului Teodosie a fost scrisă în secolul al XII-lea.
Cea mai mare realizare a Sfântului Teodosie a fost introducerea regulilor monahale ale Sfântului Teodor Studitul în Lavra Peșterilor, de unde s-au răspândit în toate mănăstirile Bisericii Ortodoxe Ruse. Potrivit Cronicii vremurilor trecute:
„... mănăstirea a fost terminată în timpul stăreției lui Varlaam... Când Varlaam a părăsit mănăstirea... frații l-au vizitat pe bătrânul Antonie [fondatorul Lavrei Peșterilor, care trăia acum în adâncă izolare], cerându-i să desemneze un nou stareț pentru ei. El i-a întrebat pe cine îl doreau. Ei au răspuns că cereau doar ca [viitorul stareț] să fie cel desemnat de Dumnezeu prin alegerea sa proprie [a lui Antonie]. Apoi el i-a întrebat: „Care dintre voi este mai ascultător, mai modest și mai blând decât Teodosie? El să vă fie stareț”. Frații s-au bucurat ... și astfel l-au numit ca stareț pe Teodosie.
„Când Teodosie a preluat conducerea mănăstirii, a început să practice abstinența, postul și rugăciunea cu lacrimi... El a fost interesat, de asemenea, să identifice reguli monahale. Se afla în acea vreme la Kiev un călugăr pe nume Mihail de la Mănăstirea Studion, care venise din Grecia... Teodosie l-a întrebat despre practicile călugărilor studiți. A obținut regulile lor monahale, le-a copiat și le-a impus în propria sa mănăstire pentru a reglementa cântarea imnurilor monahale, efectuarea închinăciunilor, citirea pasajelor din Sfânta Scriptură, comportamentul în biserică, întregul ritual liturgic, comportamentul la masă, mâncarea specifică din zilele speciale și toate celelalte potrivit îndrumărilor.”
„După ce a obținut toate aceste informații, Teodosie le-a transmis mănăstirii sale, iar de aici toate celelalte au adoptat aceleași îndrumări întrucât Lavra Peșterilor este onorată ca cea mai veche dintre toate.”
Teodosie a fost proslăvit (canonizat) ca sfânt de către Biserica Ortodoxă Rusă. Principala sa zi de prăznuire este 3 mai, data morții sale. Relicvele sale au fost descoperite de Sfântul Nestor Cronicarul pe 14 august 1091 și s-au dovedit a fi întregi. Moaștele au fost transferate în biserica principală (catedrala) a mănăstirii și a fost stabilită o a doua zi de prăznuire anuală pentru sărbătorirea acestui eveniment.

## Legături externe
- Venerable Theodosius the Abbot of the Kiev Far Caves Monastery, and Founder of Coenobitic Monasticism in Russia Orthodox icon and synaxarion for May 3
- Translation of the relics of the Venerable Theodosius of the Kiev Far Caves Icon and synaxarion for August 14
- Catholic - Religious calendar